# Pastorella con il suo gregge
Pastorella con il suo gregge (Bergère avec son troupeau) è un dipinto di Jean-François Millet, realizzato nel 1864 e conservato nel Museo d'Orsay di Parigi.

## Storia
Già dal 1862 Millet, uno dei più raffinati interpreti della pittura contadina, manifestò il desiderio di eseguire un dipinto raffigurante una pastorella con il suo gregge di pecore. Questo tema, che come ci ricorda l'amico Alfred Sensier «ossessionava la mente dell'artista», trovo agio di esprimersi in una tela eseguita dal Millet nel 1864, denominata per l'appunto Pastorella con il suo gregge. L'opera, presentata al Salon del 1864, suscitò uno sfolgorante successo: «quadro raffinato» per alcuni, «capolavoro» per altri, si trattò in ogni caso di un'opera particolarmente gradita al pubblico borghese parigino, che preferiva cullarsi nell'idillio della vita campestre piuttosto che curarsi della dura esistenza dei contadini.
La Pastorella con il suo gregge venne persino premiata con una medaglia e lo Stato, sino ad allora disinteressato all'œuvre di Millet, arrivò persino a tentare di acquistare l'opera. Millet, tuttavia, preferì venderla al collezionista Paul Tesse; dopo varie peregrinazioni, la Pastorella entrò a far parte delle collezioni del museo del Louvre grazie al legato di Alfred Chauchard. Nel 1986 l'opera trovò la sua collocazione definitiva nel museo d'Orsay, sempre a Parigi.

## Descrizione

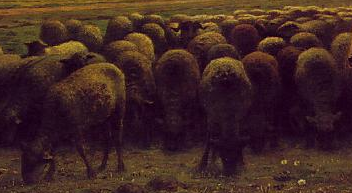
Dettaglio del dipinto raffigurante le groppe lanose delle pecore

Con la Pastorella con il suo gregge Millet approfondisce e riesamina il controluce, anticipando di quasi un decennio quelli che saranno i futuri indirizzi luministici della stagione impressionista. Al centro della composizione, ma lievemente spostata a destra, troviamo una giovane pastorella in piedi (forse si tratta della figlia del pittore), intenta a lavorare alacremente la lana con i ferri. La fanciulla, ritratta di tre quarti, è abbigliata con una cappellina di lana, un cappuccio rosso e altri abiti comunque molto umili.
Dietro la ragazza troviamo il gregge di pecore che bruca placidamente l'erba del prato, costellato di vari fiorellini variopinti: a sorvegliare gli ovini vi è l'occhio vigile di un segugio nero, all'estremità destra del dipinto. Il cane agisce quasi da contrappeso compositivo rispetto alla massa compatta degli ovini, ovverosia un elemento inatteso e vivace di fronte alla perfetta simmetria orizzontale del gregge. Spostando l'occhio verso l'orizzonte, invece, si scorge un panorama monotono e ripetitivo, scandito da vari viottoli e sentieri che, con la loro policromia, contribuiscono a delineare un punto di fuga ideale, grazie al quale il dipinto acquisisce una profondità viva e palpitante.
La porzione superiore della tela è invece occupata da un cielo livido, solcato da un ammasso di nubi che, oscurando il sole, contribuiscono a inondare la scena di una luminosità diffusa e dorata. Oltre alla raffinata tessitura cromatica, giocata sugli accordi dei blu, dei rossi e dei dorati, il dipinto si distingue per la ricchezza della trama luministica, densa e avvolgente. Siamo infatti in presenza di un accecante controluce, che si incaglia e indugia su vari particolari, dalla camicetta della pastorella alle sterpaglie dei campi. Particolare menzione meritano i dorsi lanosi delle pecore, che più di tutti rilucono ai bagliori dorati del tramonto.